# Liste des cardinaux créés par Calixte III
Le pape Calixte III (1455-1458) a créé 9 cardinaux dans 2 consistoires.

## 17 septembre 1456
- Luis Juan del Milà, neveu du pape, évêque de Segorbe
- Jaime de Portugal, administrateur de l'archidiocèse de Lisbonne
- Rodrigo de Borja y Borja, neveu du pape, sacristain de Valence (futur pape Alexandre VI)

## 17 décembre1456
- Rinaldo Piscicello, archevêque de Naples
- Juan de Mella, évêque de Zamora
- Giovanni Castiglione, évêque de Pavie
- Enea Silvio Piccolomini, évêque de Sienne (futur pape Pie II)
- Giacomo Tebaldi, évêque de Montefeltro
- Richard Olivier de Longueil, évêque de Coutances